# Canby (Minnesota)
Canby és una població dels Estats Units a l'estat de Minnesota. Segons el cens del 2000 tenia 1.903 habitants.

## Demografia
Segons el cens del 2000, Canby tenia 1.903 habitants, 842 habitatges, i 453 famílies. La densitat de població era de 338,6 habitants per km².
Dels 842 habitatges en un 22,9% hi vivien nens de menys de 18 anys, en un 45,2% hi vivien parelles casades, en un 6,8% dones solteres, i en un 46,1% no eren unitats familiars. En el 41,7% dels habitatges hi vivien persones soles el 23,6% de les quals corresponia a persones de 65 anys o més que vivien soles. El nombre mitjà de persones vivint en cada habitatge era de 2,08 i el nombre mitjà de persones que vivien en cada família era de 2,88.
Per edats la població es repartia de la següent manera: un 20,7% tenia menys de 18 anys, un 9% entre 18 i 24, un 19,5% entre 25 i 44, un 19,9% de 45 a 60 i un 30,8% 65 anys o més.
L'edat mediana era de 45 anys. Per cada 100 dones de 18 o més anys hi havia 81,7 homes.
La renda mediana per habitatge era de 27.533 $ i la renda mediana per família de 38.674 $. Els homes tenien una renda mediana de 25.952 $ mentre que les dones 20.282 $. La renda per capita de la població era de 16.269 $. Entorn del 6,9% de les famílies i el 13,5% de la població estaven per davall del llindar de pobresa.

## Poblacions més properes
El següent diagrama mostra les poblacions més properes.